# Quinta Pedagógica de Braga
A Quinta Pedagógica de Braga está localizada no Caminho dos Quatro Caminhos, freguesia de Real, junto à Capela de São Frutuoso, em Braga, tendo aberto ao público a 21 de Janeiro de 2004.
É uma antiga quinta tradicional minhota, com cerca de dois hectares e meio, que foi reestruturada com o objectivo de reforçar a educação ambiental e o consequente contacto do Homem com a natureza.
Esta estrutura tem equipamentos nas áreas da pecuária, agrícola tradicional e vitivínicola.
Possui também um bosque, um parque de merendas, uma área de confecção alimentar e um laboratório de experiências ambientais.

## Alargamento
Em 2017 foi anunciado que a área da Quinta Pedagógica vai aumentar e irá sofrer alterações para ser dotado de novas valências e dar resposta à grande procura que tem registado ao longo dos últimos anos.
A quinta vai se tornar num centro interpretativo ambiental, com a integração da ribeira chamando possíveis parcerias com entidades como a Agência Portuguesa do Ambiente, a Quercus ou a Universidade do Minho.

## Reconhecimento
Em 2024, a Quinta Pedagógica de Braga venceu o Concurso de Boas Práticas GoGreen – Local Action for the EU Green Deal, organizado pela Associação Portuguesa de Educação Ambiental (ASPEA).